# Dangerous (album của Michael Jackson)
Dangerous là album phòng thu thứ tám của nam ca sĩ kiêm nhạc sĩ sáng tác bài hát người Mỹ Michael Jackson. Tác phẩm được Epic Records phát hành vào ngày 26 tháng 11 năm 1991, hơn bốn năm sau khi Jackson trình làng album trước đó là Bad (1987). Được đồng sản xuất bởi Jackson, Bill Bottrell, Teddy Riley và Bruce Swedien, đây là album đầu tiên của Jackson mà không có sự hợp tác với cộng sự lâu năm Quincy Jones kể từ Forever, Michael (1975). Dangerous có sự xuất hiện của một số nghệ sĩ khách mời như Heavy D, Stéphanie xứ Monaco, Slash cùng Wreckx-n-Effect. Album này kết hợp các thể loại R&B, pop và new jack swing (một thể loại đang thịnh hành vào thời điểm đó). Ngoài ra, album còn xuất hiện những yếu tố âm nhạc khác như industrial, funk, hip hop, điện tử, phúc âm, cổ điển và rock. Mười hai trong số 14 bài hát đều do Jackson sáng tác hoặc đồng sáng tác, đề cập đến các chủ đề như phân biệt chủng tộc, đói nghèo, tình yêu lãng mạn, phát triển bản thân và phúc lợi của trẻ em cũng như thế giới.
Dangerous được xem như một sự thay đổi về mặt nghệ thuật của Jackson, trong đó âm nhạc của ông tập trung nhiều hơn vào những chủ đề mang tính xã hội, đồng thời kết hợp một loạt các âm thanh và phong cách đa dạng. Tác phẩm có những đoạn điệp khúc và hook pop bắt tai, cũng như giới thiệu âm hưởng underground đến với khán giả đại chúng. Âm điệu của album được nhiều nhà phê bình đánh giá là gai góc và đậm chất urban với các yếu tố âm thanh bao gồm bassline được chơi trên synthesizer, tiếng chà đĩa (scratching) và bộ gõ máy đánh trống, cũng như những âm thanh phi truyền thống khác như tiếng còi xe, tiếng lê xích, tiếng kéo cổng, tiếng thủy tinh vỡ hay kim loại va chạm. Jackson còn kết hợp thêm kỹ thuật beatbox, hát scat và búng tay trong xuyên suốt album.
Dangerous ra mắt ở vị trí số một trên bảng xếp hạng Billboard Top Pop Albums của Mỹ và tại 13 quốc gia khác, bán được 5 triệu bản trên toàn cầu trong tuần đầu tiên phát hành và tiếp tục trở thành album bán chạy nhất thế giới trong năm 1992. Chín đĩa đơn được phát hành từ tháng 11 năm 1991 tới tháng 12 năm 1993, trong đó có một đĩa đơn được phát hành độc quyền bên ngoài Bắc Mỹ ("Give In to Me"). Thông qua album, Jackson đã cho ra mắt bốn đĩa đơn lọt vào top 10 Billboard Hot 100 của Mỹ: "Remember the Time", "In the Closet", "Will You Be There" và đĩa đơn quán quân "Black or White". Chuyến lưu diễn Dangerous World Tour đã thu về 100 triệu USD (tương đương 203 triệu USD vào năm 2022).
Dangerous là một trong những album bán chạy nhất mọi thời đại, với doanh số vượt hơn 32 triệu bản trên toàn cầu và được Hiệp hội Công nghiệp Ghi âm Hoa Kỳ (RIAA) chứng nhận tám lần Bạch kim vào tháng 8 năm 2018. Dangerous đã nhận về nhiều lời tán dương trên toàn thế giới và có sức ảnh hưởng đến các nghệ sĩ nhạc pop và R&B đương đại. Bên cạnh đó, tác phẩm còn xuất hiện trong danh sách album hay nhất mọi thời đại của một số ấn phẩm uy tín. Tại giải Grammy năm 1993, album nhận bốn đề cử Grammy, trong đó chiến thắng hạng mục Album xây dựng xuất sắc nhất, Phi cổ điển, đồng thời Jackson được trao tặng giải Grammy Huyền thoại. Tại giải thưởng Âm nhạc Mỹ năm 1993, Jackson đã giành được ba giải, trong đó có giải Nghệ sĩ quốc tế đầu tiên trong lịch sử. Bên cạnh đó, Jackson còn nhận được hai giải thưởng Âm nhạc Billboard bao gồm Album toàn cầu hay nhất và Đĩa đơn toàn cầu hay nhất cho ca khúc "Black or White".

## Tổng quan
Tiếp nối thành công vang dội của album thứ bảy Bad (1987), Jackson muốn có nhiều sự tự chủ và kiểm soát hơn trong quá trình sáng tạo âm nhạc. Nam ca sĩ đã tách khỏi nhà sản xuất lâu năm Quincy Jones nhằm tránh định kiến cho rằng thành công của bản thân phụ thuộc vào Jones. Jackson bắt đầu thực hiện các ca khúc mới vào năm 1989 cùng một số thành viên từ nhóm phụ trợ của Bad, bao gồm Matt Forger và Bill Bottrell. Album này ban đầu được lên kế hoạch như là một tuyển tập các bản hit lớn mang tên Decade, với một vài ca khúc mới, tương tự như The Immaculate Collection của Madonna. Ông chấp thuận ý tưởng này vào đầu năm 1989 và Epic Records đã tiến hành làm các bản thử nghiệm. Jackson nhận được 18 triệu USD tiền tạm ứng.
Decade dự kiến sẽ phát hành vào cuối năm 1989 nhưng bị hoãn lại nhiều lần. Thời điểm phát hành mới được ấn định là vào tháng 11 năm 1990, nhưng rốt cuộc tác phẩm cũng không bao giờ được ra mắt. Jackson đang bận rộn với những thay đổi liên tục trong đội ngũ quản lý của mình đồng thời cố gắng thực hiện tham vọng làm phim của bản thân. Tháng 6 năm 1990, ông bị ngất xỉu khi đang nhảy trong phòng thu tại gia, có khả năng là do một cơn hoảng loạn, với các triệu chứng như đau ngực, mất nước và viêm xương sườn. Ngay sau đó, dự án Decade đã bị hủy bỏ hoàn toàn. Jackson quyết định các sáng tác mới của ông đã đủ để tạo thành một album phòng thu mà nam ca sĩ gọi là Dangerous.

## Quá trình thu âm

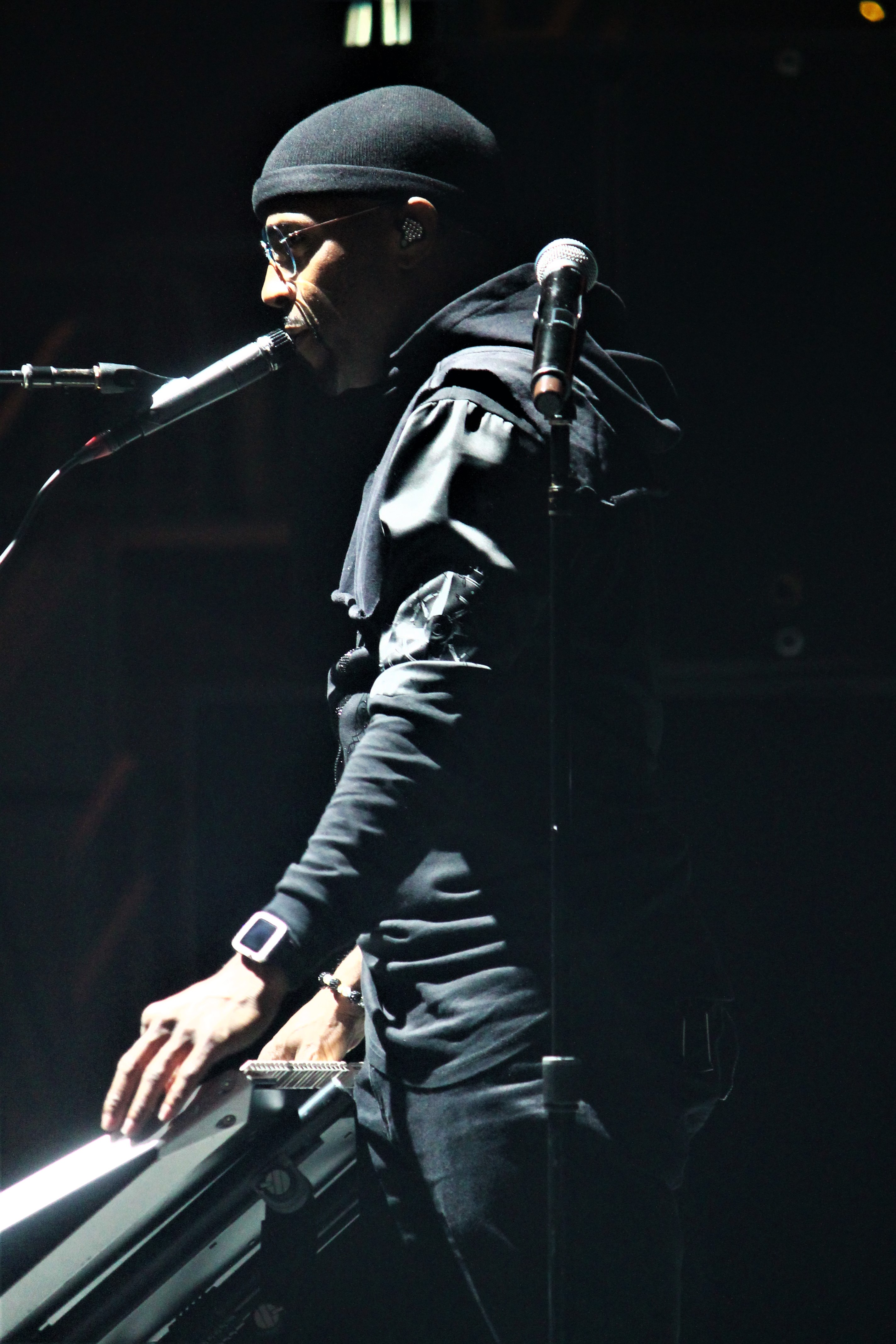
Jackson đã mời Teddy Riley (ảnh chụp năm 2014), nhà tiên phong của thể loại nhạc new jack swing, làm một trong những người đồng sản xuất của mình

Trong gần hai năm kể từ cuối 1989, việc thu âm chủ yếu diễn ra tại Ocean Way Record One ở Sherman Oaks, tại đây Jackson đã chi 4.000 USD mỗi ngày nhằm nắm quyền điều hành và kiểm soát mọi khâu sản xuất. Hầu hết những công đoạn thu âm đều có sự tham gia của 3 nhà sản xuất là Bill Bottrell, Bruce Swedien và Bryan Loren, cùng với Jackson tại 3 phòng thu khác nhau. Bottrell đồng sáng tác và sản xuất 2 ca khúc "Give In to Me" và "Black or White", đồng thời cũng được ghi danh sáng tác cho "Dangerous" và ghi danh sản xuất cho "Who Is It". Ông từng bị Jones loại khỏi đội ngũ sản xuất album Bad, nhưng sau đó được Jackson mời trở lại cho album Dangerous với vai trò là "người đàn ông của dòng nhạc rock". Bottrell đã giới thiệu Jackson với nghệ sĩ đàn phím được đào tạo bài bản về cổ điển Brad Buxer, ban đầu vốn được thuê làm kỹ thuật viên nhờ sở trường trong lĩnh vực thiết bị điện tử. Buxer chia sẻ: "Về phương diện âm nhạc, chúng tôi có cùng tần số; chúng tôi sử dụng chung một ngôn ngữ như nhau." Mối quan hệ hợp tác giữa Jackson và Buxer đã kéo dài đến tận 20 năm trời.
Đối với phần lớn các bản track nhịp điệu (rhythm tracks) trong album, Jackson đã hợp tác với Loren tại Westlake Studios. Hai người bắt đầu làm việc cùng nhau từ cuối chuyến lưu diễn Bad của Jackson và họ đã thu âm các ca khúc "Work That Body", "She Got It", "Serious Effect", "Do Not Believe It", "Seven Digits" và "Man in Black". Loren mong muốn khơi dậy lại phong cách R&B đặc trưng như trong các album Off the Wall và Thriller của Jackson. LL Cool J được mời rap trong 2 ca khúc "Serious Effect" và "Truth About Youth" bởi vì Jackson muốn thêm yếu tố hip-hop vào album. LL Cool J từng chỉ trích Jackson nhưng đã ca ngợi ông sau lần hợp tác này của hai người. Không có bản thu nào của Loren có mặt trong album. Mặc dù những sản phẩm của Loren rất ấn tượng, nhưng chúng không đáp ứng được những tiêu chuẩn của Jackson và ông đang tìm kiếm một thứ âm thanh hấp dẫn và thành công tương tự như Rhythm Nation (1989) của cô em gái Janet Jackson.
Sau khi tiếp cận các nhà sản xuất âm nhạc Antonio "L.A." Reid và Kenny "Babyface" Edmonds, Jackson đã khám phá ra dòng nhạc new jack swing, với âm thanh mạnh mẽ và mang chất đường phố hơn. Tháng 6 năm 1990, Jackson đã thuê Teddy Riley, nhà tiên phong của thể loại nhạc new jack swing. Đến lúc đó, Jackson đã thu hơn 50 bài hát. Ban đầu Riley ghi âm tại Record One, nhưng sau vài tuần thì ông đã chuyển sang Larrabee Studios gần đó, bởi vì các nhà sản xuất khác đang làm việc tại Sherman Oaks. Khác với Loren, Riley mong muốn Dangerous có âm hưởng khác biệt so với các tác phẩm trước đây của Jackson, đồng thời Jackson rất ngưỡng mộ Riley vì đã mang đến những phong cách đương đại. Jackson đã thách thức Riley tạo ra nhạc cụ mới mà không dựa vào âm thanh synth và máy đánh trống thông thường. Riley sau đó bèn chỉnh sửa lại một số tác phẩm của Loren, bao gồm "She Got It" và "Serious Effect", đồng thời phát triển thêm các ca khúc "Jam" và "Dangerous". "Dangerous" lúc đầu được thu âm cùng Bottrell, nhưng Jackson vẫn chưa cảm thấy hài lòng cho đến khi tác phẩm được cải thiện thêm ở một vài chỗ. Riley cho biết ông đã đưa âm nhạc của Jackson quay trở lại "những hình thức cơ bản nhất" của R&B và funk.
Đầu năm 1991, Jackson đã hoàn tất danh sách bài hát, bao gồm một số ca khúc ông đã thu âm cùng Riley: "Remember the Time", "Dangerous" và "In the Closet". Ban đầu ông dự định "In the Closet" sẽ là một bản song ca với ca sĩ nhạc pop Madonna, nhưng phần thể hiện của bà đã được thay thế bởi Stéphanie xứ Monaco. Việc tổ chức một cuộc gặp gỡ với nghệ sĩ guitar Slash đã mất hơn 1 năm để thực hiện, cuối cùng họ đã hợp tác cùng nhau trong ca khúc "Give In to Me". Swedien kể lại rằng đã có những buổi ghi âm kéo dài tới 18 tiếng đồng hồ. Vào một buổi nọ, ông đã yêu cầu Jackson không được rời khỏi phòng thu cho đến khi thu âm xong toàn bộ phần hát cho "Keep the Faith": "Điều này thật đáng sợ nhưng anh ấy đã làm được. Anh ấy đã không rời khỏi phòng thu đến tận khi bình minh ló dạng."
Jackson đã chi 10 triệu USD để thu âm Dangerous. Ban giám đốc điều hành của Epic đã đặt ra thời hạn hoàn thành album, muốn tác phẩm được phát hành trước ngày Lễ Tạ ơn 28 tháng 11 năm 1991. Trong 2 tháng cuối cùng thu âm, Jackson và Swedien đã thuê phòng ở một khách sạn chỉ cách Record One 4 phút di chuyển để có thể quay lại làm việc càng sớm càng tốt. Riley nói: "Khi hạn chót đến, [Jackson] muốn làm thêm nhiều bài hát hơn nữa. [...] Và sau đó khi Michael xem video quảng cáo Dangerous của David Lynch, chúng tôi bắt đầu làm việc cật lực để kịp hoàn thiện album." Dangerous đã được hoàn thành và master bởi Bernie Grundman vào ngày Halloween năm 1991.
Jackson đã thu khoảng 60 đến 70 bài hát cho Dangerous, một vài trong số đó được phát hành sau này, gồm ca khúc mang thông điệp bảo vệ môi trường "Earth Song" nằm trong album kế tiếp của ông, HIStory. "Superfly Sister," "Ghosts" và "Blood on the Dance Floor" đã được phát hành trong album tổng hợp remix Blood on the Dance Floor: HIStory in the Mix. Loren đã đóng góp vào việc phát triển "Superfly Sister", còn Riley thì tham gia vào quá trình sản xuất "Ghosts" và "Blood on the Dance Floor". "For All Time", một bản pop ballad lãng mạn mà Jackson yêu thích nhưng lại cảm thấy nó không phù hợp với Dangerous, đã được phát hành trong album kỷ niệm 25 năm ra mắt Thriller. "Slave to the Rhythm" đã được làm lại và cho ra mắt trong album tuyển tập năm 2014 Xscape. Một bản outtake khác của Riley là "Joy", xuất hiện trong album đầu tay năm 1994 của Blackstreet do chính Riley sản xuất.

## Sáng tác và ca từ
Dangerous là một album new jack swing, R&B và pop, kết hợp với các yếu tố của nhiều dòng nhạc khác như industrial, funk, hip hop, điện tử, phúc âm, cổ điển và rock. Trong một cuộc phỏng vấn năm 1992 với tạp chí Ebony, Jackson chia sẻ: "Tôi muốn thực hiện một album giống như Kẹp Hạt Dẻ của Tchaikovsky. Để ngàn năm sau, mọi người vẫn còn nghe nó." Phần lớn album chứa các sample từ những đĩa CD mà Riley đã tự tạo ra bằng nhiều loại nhạc cụ khác nhau.
Album có những đoạn hook và điệp khúc pop bắt tai, đồng thời giới thiệu âm hưởng underground tới với khán giả đại chúng. Âm điệu của album được giới phê bình đánh giá là gai góc và đậm chất urban, với những yếu tố âm thanh bao gồm bassline được chơi trên synthesizer, tiếng chà đĩa (scratching) và bộ gõ máy đánh trống, cũng như các âm thanh độc đáo khác như tiếng còi xe, tiếng lê xích, tiếng kéo cổng, tiếng thủy tinh vỡ và kim loại va chạm. Xuyên suốt album, Jackson còn kết hợp thêm kỹ thuật beatbox, hát scat và búng tay. Album được Joe Vogel của PopMatters đánh giá là một sự thay đổi về mặt nghệ thuật của Jackson, bởi vì nó chú trọng đến những vấn đề mang tính xã hội và sử dụng đa dạng các âm thanh cũng như phong cách âm nhạc. Hiệu ứng âm thanh ô tô trong "She Drives Me Wild" được lấy từ CD sample và đây là lần đầu tiên Riley sử dụng những âm thanh đặc biệt thay thế cho trống trong một bài hát.
Album này đánh dấu lần đầu tiên Jackson thử sức với rap. Việc kết hợp cùng Wreckx-n-Effect và những nhịp điệu hip-hop là nhằm mục đích giới thiệu Jackson tới với thế hệ thính giả urban trẻ tuổi hơn. Riley là người tiên phong của dòng nhạc new jack swing và ông đã được Jackson mời vì những đóng góp của mình trong thể loại này. Riley đồng sản xuất một nửa số bài hát trong album. Swedien chia sẻ về Riley: "Anh ấy sẽ đem đến một groove trước khi rời khỏi phòng thu, trong khi đó Bottrell phát triển các ý tưởng này với máy đánh trống và máy sampler, bao gồm cả Akai S1000. Bottrell vận hành một bảng điều khiển Neve và hai máy băng analog Studer 24-track để lên ý tưởng và demo. Sau đó, ông sử dụng một máy Mitsubishi 32-track nhằm lắp ráp album.
Slash, phỏng vấn với tạp chí Musician, 1991.
Ca từ trong Dangerous thì đa dạng hơn so với các album trước đây của Jackson. Ca khúc mở đầu "Jam" nổi bật với phần nhạc sôi động, cuốn hút của Riley, được tạo nên từ các sample kèn và hiệu ứng chà đĩa tinh tế. Jackson đã thu âm lại ý tưởng cơ bản cho bài hát này trên một băng DAT và yêu cầu Riley phát triển nó thêm. Riley biết rằng Heavy D là rapper yêu thích của Jackson vào thời điểm đó và đã đề nghị mời ông tham gia đóng góp phần rap. Các bản ballad như "Keep the Faith" (do Jackson, Siedah Garrett và Glen Ballard sáng tác) và "Will You Be There" do chính ông sáng tác mang âm hưởng của dòng nhạc phúc âm, trong khi "Heal the World" và "Gone Too Soon" là những bản pop ballad nhẹ nhàng hơn. "Gone Too Soon", được Larry Grossman và Buz Kohan sáng tác, là bài hát tri ân Ryan White sau cái chết của cậu do AIDS vào năm 1990. Album còn bao gồm các bài hát phản ánh góc nhìn khác, đặc biệt là qua những ca khúc như "She Drives Me Wild", "Remember the Time", "Can't Let Her Get Away", "Who Is It" và "Give In to Me". Bài hát chủ đề "Dangerous" có nội dung tương tự như "Dirty Diana", tập trung vào hình ảnh một người phụ nữ quyến rũ. Mặc dù Jackson đã hát về sự hòa hợp chủng tộc trong một số ca khúc với the Jacksons, "Black or White" là bài hát đầu tiên mà lời bài hát được diễn giải trong bối cảnh màu da của chính ông đang thay đổi. Trong "Why You Wanna Trip on Me", Jackson đối chiếu giữa các vấn nạn xã hội với những điều quái dị được cho là của mình mà báo chí đương thời đưa tin, đặt câu hỏi cho các nhà phê bình và truyền thông lá cải tại sao họ lại tập trung vào việc sùng bái người nổi tiếng hơn là vô số những vấn đề nghiêm trọng trên thế giới. Riley đã thể hiện phần guitar trên một cây đàn acoustic Ovation và mong đợi Jackson sẽ mời ai đó đến để thu lại chúng, nhưng ông đã bất ngờ khi Jackson thích những gì mình đã thu.

## Bìa đĩa
Bìa trước của album được họa sĩ siêu thực đại chúng người Mỹ Mark Ryden thực hiện. Bìa album miêu tả Jackson đang đeo chiếc mặt nạ hoá trang bằng vàng, phía trên cùng chiếc mặt nạ là khuôn mặt của một chú tinh tinh (có lẽ là thú cưng Bubbles của ông), phía bên trái và phải lần lượt là một chú chó và một chú chim đều mặc trang phục hoàng gia. Phía trước là hình ảnh P. T. Barnum, nhà sáng lập rạp xiếc Barnum and Bailey. Ryden chỉ có 5 ngày để phát triển ý tưởng và đã "làm việc miệt mài trong suốt tuần đó" nhằm sản xuất ra mỗi ngày một thiết kế. Ông được giao nhiệm vụ tập trung vào đôi mắt của Jackson, kết hợp cả hình ảnh động vật và trẻ em, cũng như "phản ánh Trái Đất đang trong tình trạng nguy hiểm". Ryden cũng được cho biết các thiết kế của mình "có thể đáng sợ, nhưng vẫn cần tươi vui". Ryden chia sẻ rằng bìa đĩa này là dự án thú vị nhất của ông cho đến thời điểm đó. Tháng 11 năm 2021, nhân dịp kỷ niệm 30 năm ngày phát hành Dangerous, Ryden lần đầu chia sẻ những bản phác thảo khái niệm cho bìa album lên Instagram. Theo Fraser McAlpine của BBC Music, Ryden đã mô tả Jackson giống như "một nghệ sĩ xiếc cẩn trọng, người từng trải qua vinh quang nhưng cũng từng chứng kiến cả bộ máy khổng lồ đứng sau tạo nên vinh quang đó".

## Những sự kiện dẫn đến việc phát hành
Tháng 11 năm 1991, chỉ vài ngày trước khi ra mắt video âm nhạc "Black or White", David Browne của Entertainment Weekly đã bình luận về những kỳ vọng cao dành cho Dangerous, do thời gian dài bỏ ra để phát triển album cũng như bản hợp đồng trị giá 65 triệu USD của Jackson với hãng đĩa Sony Music. Cây viết này cho rằng: "Có nhiều thứ đặt cược vào thành công của Dangerous hơn bất kỳ album nào khác trong lịch sử nhạc pop." Chính bản thân Jackson cũng hy vọng rằng album này sẽ bán được 100 triệu bản, gấp đôi doanh số so với Thriller. Sáu ngày trước khi Dangerous được phát hành, ba người đàn ông đã dùng súng cướp 30.000 băng đĩa album từ một kho hàng ở Los Angeles.

## Phát hành và đón nhận thương mại
Dangerous được phát hành vào ngày 26 tháng 11 năm 1991. Nó ra mắt ở vị trí số một trên bảng xếp hạng Billboard 200 Top Albums vào ngày 14 tháng 12 năm 1991 và tiếp tục duy trì thứ hạng này trong 3 tuần tiếp theo. Trong tuần đầu tiên phát hành, album bán được 326.500 bản, ra mắt ở vị trí số 1. Trong tuần thứ hai, album vẫn giữ vững vị trí số 1, bán được 378.000 bản, tăng 16% so với doanh số tuần trước. Trong tuần thứ ba, Dangerous đã bán được 370.000 bản và vẫn giữ vững vị trí quán quân. Cuối năm 1991, tổng doanh số tại Hoa Kỳ đã lên tới 1.074.500 bản và album được chứng nhận Bạch kim. Dangerous khởi đầu năm 1992, theo số liệu ngày 4 tháng 1, vẫn bám trụ vị trí thứ nhất với 370.000 bản bán ra. Đến tháng 1 năm 1992, nó đã được Hiệp hội Công nghiệp Ghi âm Hoa Kỳ (RIAA) chứng nhận Bạch kim 4 lần với doanh số vượt 4 triệu bản tại Hoa Kỳ, gần bằng con số ban đầu của Off the Wall.
Dangerous tiếp tục thống lĩnh thị trường Mỹ trong năm 1992 và 1993. Năm 1993, sau một vài lần xuất hiện trước công chúng và các hoạt động quảng bá, doanh số album Dangerous đã tăng đáng kể. Sau màn biểu diễn của Jackson tại lễ nhậm chức của Tổng thống Hoa Kỳ Bill Clinton, doanh số tăng 36% và album bứt phá từ vị trí thứ 131 lên vị trí thứ 88 trên bảng xếp hạng tuần ngày 6 tháng 2 năm 1993. Trong tuần tiếp theo, doanh số tăng 83% và album leo lên đứng thứ 41 sau khi ông tham dự giải thưởng Âm nhạc Mỹ năm 1993 và giành được 3 giải. Doanh số tăng thêm 40% trong tuần kế tiếp nhờ rating cao kỷ lục của của màn trình diễn nghỉ giữa giờ tại Super Bowl và album một lần nữa vươn lên từ vị trí thứ 41 lên vị trí thứ 26 trên Billboard 200 với hơn 29.000 bản được bán ra. Trong tuần ngày 27 tháng 2 năm 1993, doanh số album tiếp tục tăng mạnh do rating cao của chương trình truyền hình đặc biệt "Michael Jackson Talks ... to Oprah" với gần 60.000 bản được bán ra và leo lên từ vị trí thứ 26 lên vị trí thứ 12 trên bảng xếp hạng. Trong tuần tiếp theo, Dangerous cuối cùng đã quay trở lại top 10 tại Hoa Kỳ. Đến tháng 12 năm 1993, doanh số tại Mỹ của album đạt khoảng 4,8 triệu bản. Tháng 8 năm 2018, nó được RIAA chứng nhận Bạch kim 8 lần với hơn 8 triệu bản được bán ra.
Tại châu Âu, có thông tin cho biết album này đã bán được 4 triệu bản trước khi phát hành, trở thành một kỷ lục mọi thời đại khi đó. Nó đã thống trị các bảng xếp hạng toàn cầu, ra mắt ở vị trí thứ nhất tại Vương Quốc Anh cũng như đứng đầu tại 12 vùng lãnh thổ khác bao gồm Úc, Pháp, Đức, Hà Lan và Tây Ban Nha.
Nhờ sự thành công vang dội của Dangerous World Tour, doanh số album Dangerous đã tăng mạnh. Trong bốn tuần đầu tiên của tour diễn vào năm 1992, doanh số album tại châu Âu đã tăng từ 6,8 triệu đơn vị lên 7,2 triệu đơn vị.
Trên phạm vi toàn cầu, Dangerous đã đạt thành công rực rỡ ở 14 quốc gia. Album này đã bán được 5 triệu bản trong tuần đầu phát hành bên ngoài Hoa Kỳ. Nó chạm mốc 10 triệu bản chỉ sau 2 tháng phát hành; hai album trước đó của Jackson là Bad và Thriller phải mất hơn 4 tháng mới có thể đạt được cột mốc ấy.
Đến tháng 11 năm 1992, theo các nguồn tin, album này đã bán được khoảng 15 triệu bản trên toàn thế giới. Theo những ước tính gần đây, Dangerous đã bán được hơn 32 triệu bản trên toàn cầu, qua đó trở thành một trong những album bán chạy nhất mọi thời đại.

## Quảng bá

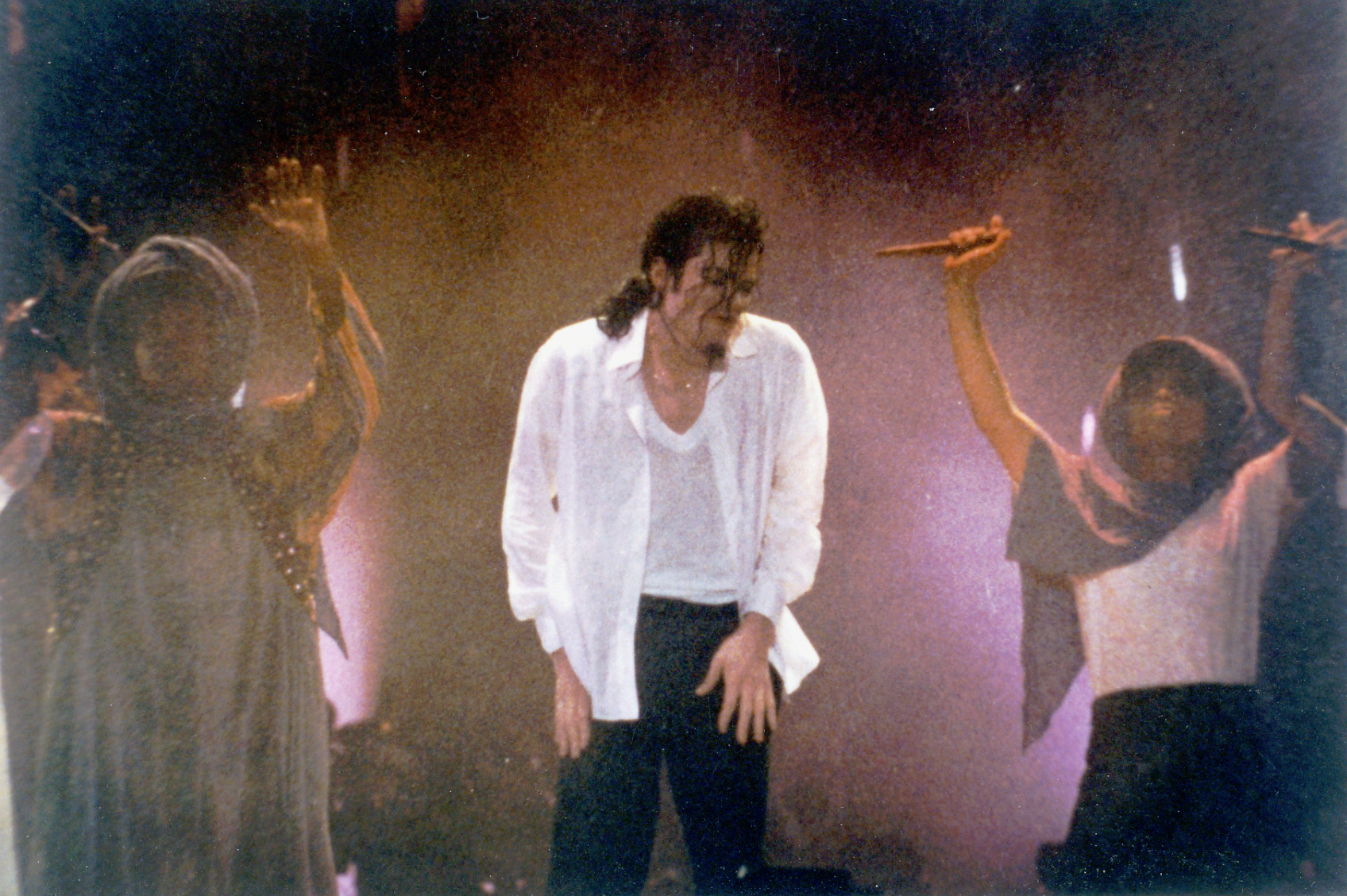
Jackson trong màn trình diễn "Will You Be There" tại chuyến lưu diễn Dangerous World Tour vào năm 1992

Tương tự như cách các giám đốc hãng đĩa đã tiếp cận album Bad, những kỳ vọng được đặt ra cho Dangerous cũng ở mức rất cao. Tháng 9 năm 1991, Jackson đã đạt được thỏa thuận để cho phép các video âm nhạc của mình được phát sóng trên Fox cùng với các kênh âm nhạc thông thường khác như MTV, BET và VH1.
Video dài 11 phút cho ca khúc "Black or White" đã ra mắt vào ngày 14 tháng 11 năm 1991 và được phát sóng trên 27 quốc gia. Theo ước tính, 500 triệu khán giả truyền hình đã xem video này—con số kỷ lục về lượng người xem cho một MV. Video âm nhạc và những tranh cãi xung quanh nó đã giúp thúc đẩy doanh số của album Dangerous, cũng như việc phát sóng video cho các bài hát "Remember the Time" và "In the Closet".
Jackson đã biểu diễn "Black or White" cùng Slash, cũng như trình diễn "Will You Be There" lần đầu tiên trong chương trình đặc biệt kỷ niệm 10 năm thành lập MTV được phát sóng trên ABC 2 ngày sau khi Dangerous chính thức được phát hành.
Tuyển tập những video âm nhạc từ Dangerous mang tên Dangerous: The Short Films, bao gồm cả các cảnh quay hậu trường, đã được phát hành năm 1993.
Jackson khởi động chuyến lưu diễn Dangerous World Tour, mang về 100 triệu USD (tương đương 177 triệu USD vào năm 2020) và thu hút gần 4 triệu khán giả tham dự trong 72 đêm diễn. Toàn bộ lợi nhuận từ tour diễn được ông quyên góp cho các tổ chức từ thiện, trong đó có Quỹ Heal the World do chính Jackson sáng lập. Buổi hòa nhạc tại Bucharest vào ngày 1 tháng 10 năm 1992 đã được ghi hình để phát sóng trên HBO vào ngày 10 tháng 10 năm 1992. Jackson đã bán bản quyền phát sóng đêm diễn trực tiếp trên truyền hình với giá 20 triệu USD, mức phí kỷ lục đối với một nghệ sĩ biểu diễn trên sóng truyền hình thời điểm đó. Việc phát sóng chương trình đặc biệt của HBO có tên Michael Jackson: Live in Bucharest, đã giúp vực dậy doanh số album.
Jackson đã xuất hiện tại một số sự kiện lớn vào đầu năm 1993, bao gồm giải thưởng Âm nhạc Mỹ và giải Grammy, tại đây ông được em gái Janet trao tặng giải Grammy Huyền thoại. Ông cũng thực hiện một cuộc phỏng vấn gây nhiều tranh cãi với Oprah Winfrey và trình diễn trong chương trình nghỉ giữa giờ của Super Bowl XXVII, mở đầu cho xu hướng của NFL trong việc mời các nghệ sĩ hàng đầu tới biểu diễn trong giờ nghỉ giữa hiệp của Super Bowl nhằm thu hút nhiều khán giả và sự quan tâm hơn đến trận cầu này. Show diễn của Jackson đã giúp Dangerous quay trở lại top 10 trên bảng xếp hạng album Hoa Kỳ sau một thời gian dài vắng bóng. Tháng 8 năm 1993, khi chặng thứ ba của chuyến lưu diễn Dangerous World Tour bắt đầu, cáo buộc lạm dụng tình dục trẻ em đầu tiên nhằm vào Jackson đã được công khai và thu hút sự chú ý của truyền thông toàn cầu. Đến tháng 11, Jackson đã hủy phần còn lại của tour diễn, đề cập đến các vấn đề sức khỏe phát sinh từ vụ việc này.

## Đĩa đơn
Đĩa đơn chủ đạo, "Black or White", được phát hành vào tháng 11 năm 1991, đã đứng đầu bảng xếp hạng Billboard Hot 100 chỉ sau ba tuần kể từ khi phát hành và duy trì vị trí đó trong vòng bảy tuần. Đây trở thành bản hit đạt vị trí quán quân nhanh nhất kể từ "Get Back" của the Beatles vào năm 1969 và cũng là đĩa đơn bán chạy nhất trên toàn thế giới trong năm 1992. "Black or White" đã đạt vị trí thứ nhất tại 20 quốc gia, bao gồm Hoa Kỳ, Anh Quốc, Canada, Mexico, Cuba, Thổ Nhĩ Kỳ, Zimbabwe, Úc, New Zealand, Bỉ, Đan Mạch, Phần Lan, Pháp, Ireland, Israel, Ý, Na Uy, Tây Ban Nha, Thụy Điển, Thụy Sĩ và bảng xếp hạng Eurochart Hot 100. Nó trở thành đĩa đơn đầu tiên của Mỹ đứng đầu bảng xếp hạng UK Singles Chart kể từ "It's Now or Never" của Elvis Presley vào năm 1960. Các đĩa đơn trong album đã gặt hái thành công ở nước ngoài nhiều hơn so với tại Hoa Kỳ. Chỉ riêng ở Anh Quốc, có đến bảy đĩa đơn lọt vào top 10. Điều này đã thiết lập kỷ lục cho bất kỳ album phòng thu nào khác tại Anh Quốc cho đến khi Calvin Harris phá vỡ nó vào năm 2013.
"Remember the Time" đạt vị trí thứ ba trên bảng xếp hạng đĩa đơn Billboard và vị trí số một trên R&B Singles Chart. Nó cũng đứng đầu bảng xếp hạng New Zealand trong hai tuần liên tiếp. Tại Anh Quốc, bài hát leo lên vị trí thứ ba. Nó đạt thứ hạng cao nhất ở vị trí thứ tư tại Hà Lan và Thụy Sĩ. Bài hát cũng lọt vào top 10 trên các bảng xếp hạng của Pháp, Úc, Thụy Điển, Ý và Na Uy; lần lượt đạt thứ hạng 5, 6, 8 và 10. "Remember the Time" xếp thứ 16 trong top 20 tại Áo. Nhìn chung, nó được các nhà phê bình âm nhạc đương đại đánh giá cao và được xem là một trong những ca khúc nổi bật trong album Dangerous.
Đĩa đơn thứ ba "In the Closet" đạt vị trí thứ sáu trên bảng xếp hạng đĩa đơn Billboard Hot 100, đồng thời cũng đạt vị trí quán quân trên R&B Singles Chart, trở thành bản hit top 10 thứ 3 liên tiếp của album. Tại Anh Quốc, bài hát đạt thứ hạng cao nhất ở vị trí thứ 8. Giọng nữ trong ca khúc ban đầu được gắn mác "Cô gái bí ẩn" (Mystery Girl) nhưng sau đó được tiết lộ là Stéphanie xứ Monaco.
Mặc dù được quảng bá rầm rộ, "Jam" chỉ đạt vị trí 26 trên Billboard Hot 100. MV của bài hát có sự xuất hiện của huyền thoại NBA Michael Jordan. Nó được sử dụng trong video ăn mừng chức vô địch NBA 1992 mang tên Untouchabulls của Chicago Bulls và xuất hiện trong nhiều video quảng cáo của NBA mùa giải đó. Ở Anh Quốc, đĩa đơn này đã lọt vào top 20 và đạt thứ hạng cao nhất ở vị trí thứ 13.
"Who Is It" đạt vị trí thứ 14 trên Billboard Hot 100 của Mỹ, đồng thời vươn lên vị trí thứ 6 trên Billboard Hot R&B/Hip-Hop Songs cũng như đứng đầu Hot Dance Club Play. Ca khúc đứng thứ 10 trên bảng xếp hạng âm nhạc Anh Quốc. Nó liên tục nằm trong top 100 suốt 7 tuần liên tiếp từ tháng 7 đến tháng 9 năm 1992. Ở Pháp, bài hát đạt vị trí thứ 8 vào ngày 29 tháng 8. "Who Is It" chỉ đạt vị trí thứ 34 tại Úc.
"Heal the World" đứng thứ 27 trên Billboard Hot 100. Bài hát đạt vị trí á quân trên UK Singles Chart vào tháng 12 năm 1992, chỉ đứng sau ca khúc "I Will Always Love You" của Whitney Houston. Trong một cuộc trò chuyện trực tuyến với người hâm mộ vào năm 2001, Jackson cho biết "Heal the World" là bài hát mà ông tự hào nhất vì đã sáng tác.
Đĩa đơn chỉ phát hành ở nước ngoài "Give In to Me" lọt vào top 5 tại Anh, Hà Lan và Úc, đồng thời đứng đầu bảng xếp hạng ở New Zealand.
"Will You Be There" là đĩa đơn cuối cùng thuộc album lọt vào top 10 trên Billboard Hot 100, đạt vị trí thứ 7. Bài hát đạt vị trí thứ 2 tại New Zealand và lọt vào top 10 tại Bỉ, Canada, Ireland, Hà Lan, Thụy Sĩ và Anh Quốc. Đây còn là ca khúc chủ đề của bộ phim Free Willy. Sự góp mặt của nó trong phim cũng đã góp phần thúc đẩy doanh số của album Dangerous.
"Gone Too Soon", một đĩa đơn khác phát hành ở nước ngoài, đã nhận được phản ứng tương đối khả quan, lọt vào top 40 ở Anh Quốc. Jackson đã biểu diễn ca khúc này tại lễ kỷ niệm nhậm chức của tổng thống đắc cử Bill Clinton trong sự kiện mang tên An American Reunion: The 52nd Presidential Inaugural Gala.

## Đánh giá chuyên môn
| Đánh giá chuyên môn           | Đánh giá chuyên môn |
| Nguồn đánh giá                | Nguồn đánh giá      |
| Nguồn                         | Đánh giá            |
| ----------------------------- | ------------------- |
| AllMusic                      | [ 115 ]             |
| Blender                       | [ 116 ]             |
| Chicago Tribune               | [ 117 ]             |
| Encyclopedia of Popular Music | [ 118 ]             |
| Entertainment Weekly          | B−                  |
| Los Angeles Times             | [ 119 ]             |
| Pitchfork                     | 8.6/10              |
| Q                             | [ 121 ]             |
| Rolling Stone                 | [ 44 ]              |
| The Village Voice             | A−                  |

Dangerous đã nhận được nhiều lời khen ngợi từ giới phê bình khi phát hành. Trong bài đánh giá cho Rolling Stone, Alan Light nhận định rằng Jackson giờ đây là "một người đàn ông trưởng thành, không còn là một đứa trẻ nữa, đang đối mặt với những ám ảnh về tiếng tăm của bản thân mình và vươn tới sự siêu việt thông qua các màn trình diễn", trong một album đã vượt qua "những thách thức không tưởng từ Thriller với những đoạn giai điệu nhạc dance do Riley sản xuất 'phù hợp một cách hoàn hảo với giọng hát nhanh, thì thầm đặc trưng của Jackson'".
Robert Christgau của The Village Voice đã đánh giá đây là "album nhất quán nhất của Jackson kể từ Off the Wall, một bước tiến so với Bad mặc dù các đoạn hook không phải lúc nào cũng được đặt lên hàng đầu và giọng hát đôi lúc gây khó chịu." Dù ông cảm thấy Jackson hơi đề cao quá mức các bài hát với thông điệp về "niềm tin, hy vọng và lòng nhân ái", Christgau vẫn tán dương những giai điệu "phá cách và không thể đoán trước" cũng như các ca khúc về "tình dục và tình yêu", mà ông mô tả là những bài hát thuyết phục nhất trong sự nghiệp của Jackson.
Jon Pareles thể hiện thái độ không mấy tích cực trên The New York Times, gọi đây là album solo "kém tự tin nhất" của Jackson. Ông cho rằng Jackson nghe có vẻ lo lắng và lệch nhịp với những beat điện tử của Riley đồng thời chỉ trích ca từ "tầm thường một cách giáo điều" trong các bản tình ca, đánh giá "chúng dường như được viết dựa trên nghiên cứu thị trường hơn là từ trải nghiệm hay trí tưởng tượng". Chris Willman, khi viết cho Los Angeles Times, đã nhận xét về album của Jackson rằng ông muốn vượt qua mọi rào cản về nhân khẩu học—chủng tộc, tuổi tác và quốc tịch—để trở thành hình mẫu cho trẻ em cũng như là một gã tồi tệ. Album được đánh giá "chủ yếu là những niềm vui tốt đẹp và được làm ra một cách chuyên nghiệp" nhưng không phải là tác phẩm hay nhất của Jackson. Willman cũng chỉ trích ca khúc "Heal the World" là "ngớ ngẩn đến mức xấu hổ" và "đi vào vùng tự giễu nhại chính bản thân mình".
Dangerous đã nhận được bốn đề cử giải Grammy, trong đó có ba đề cử dành cho Jackson: Trình diễn giọng pop xuất sắc nhất cho "Black or White", Trình diễn giọng R&B nam xuất sắc nhất và Bài hát R&B xuất sắc nhất cho "Jam". Teddy Riley và Bruce Swedien giành giải Album xây dựng xuất sắc nhất, Phi cổ điển, trong khi Jackson được trao giải Grammy Huyền thoại tại cùng một buổi lễ trao giải. Jackson đã giành được hai giải và nhận về tổng cộng năm đề cử tại giải thưởng Âm nhạc Mỹ năm 1993. Dangerous thắng giải Album Pop/Rock được yêu thích nhất và "Remember the Time" thắng giải Bài hát Soul/R&B được yêu thích nhất. Giải thưởng Nghệ sĩ Quốc tế đầu tiên cũng được trao cho Jackson.
Jackson đã giành giải Album R&B/Soul xuất sắc nhất – Nam và Đĩa đơn R&B/Soul xuất sắc nhất – Nam cho "Remember the Time" tại giải thưởng Âm nhạc Soul Train năm 1993. Ông cũng được nhận giải Nhân đạo đặc biệt. Tại giải thưởng Hình ảnh NAACP năm 1993, "Black or White" đoạt giải Video âm nhạc xuất sắc và Jackson giành giải Nghệ sĩ giải trí của năm. Tại giải thưởng Điện ảnh của MTV năm 1994, "Will You Be There" giành giải Ca khúc hay nhất trong phim. Giải thưởng Âm nhạc Billboard năm 1992 đã vinh danh Jackson với giải Album toàn cầu xuất sắc nhất cho Dangerous và Đĩa đơn toàn cầu xuất sắc nhất với cho "Black or White". Cả hai đều là giải thưởng đặc biệt.

## Di sản và ảnh hưởng

### Tái đánh giá
Là nguồn cảm hứng cho các nghệ sĩ nhạc pop và R&B đương đại, Dangerous tiếp tục nhận được nhiều lời tán dương nhiệt liệt từ giới chuyên môn và được các nhà phê bình cũng như các ấn phẩm uy tín xếp hạng là một trong những album vĩ đại nhất mọi thời đại. Mặc dù âm nhạc trong album đã gây ra phản ứng trái chiều từ những nhà phê bình, một số người vẫn coi Dangerous là album đỉnh cao về mặt nghệ thuật của Jackson. Jeff Weiss đã mô tả đây là "album kinh điển cuối cùng của Jackson và là album phòng thu hay nhất trong kỷ nguyên New Jack Swing." Nhà phê bình Joseph Vogel mô tả album này là tác phẩm thể hiện ý thức xã hội sâu sắc nhất, tiết lộ nhiều điều về bản thân ông nhất—tương tự như Songs in the Key of Life của Stevie Wonder—và là album cách tân nhất trong thời đại đó. Ông nói thêm "Dangerous đang được nhiều người đánh giá cao hơn khi họ bắt đầu bỏ qua những chi tiết vô nghĩa thường thấy trong các bài phê bình đương thời và tập trung vào nội dung của nó: các chủ đề tiên tri, kho âm thanh đa dạng và sự khám phá toàn diện nhiều phong cách âm nhạc khác nhau... Sự kết hợp giữa R&B và rap của Jackson đã đặt nền móng cho những năm tiếp theo, trong khi âm hưởng industrial và các đoạn beat metal của ông sau này được nhiều nghệ sĩ khác nhau như Nine Inch Nails và Lady Gaga phổ biến rộng rãi". Viết cho The Guardian vào năm 2018, nhà phê bình này nói rằng: "Quay trở lại với [Dangerous] bây giờ, không còn sự ồn ào hay thiên vị đi kèm như lúc nó phát hành vào đầu những năm 90, người ta có cái nhìn rõ ràng hơn về tầm quan trọng của nó [...] album đã khảo sát bức tranh văn hóa đương thời cũng như tâm trạng day dứt của người tạo ra nó theo một cách hấp dẫn [...]. Chắc chắn rằng, nền âm nhạc đương đại mang ơn Dangerous nhiều hơn". Vogel cũng ghi nhận album này như là một yếu tố quan trọng thúc đẩy sự chuyển mình của dòng nhạc da đen. Ben Beaumont-Thomas coi Dangerous là album đỉnh cao trong sự nghiệp của Jackson, "đánh dấu đỉnh cao tài năng sáng tạo của ông, với phạm vi cảm xúc rộng nhất từ trước đến nay được thể hiện qua phần sản xuất âm nhạc đã khiến cho new jack swing không chỉ đơn thuần là những động tác nhảy kỳ cục và trang phục sáng màu." Stephen Thomas Erlewine cũng ca ngợi cách tiếp cận táo bạo của Jackson trong album, cho rằng đây là "một album sắc sảo và liều lĩnh hơn nhiều" so với Bad.
Phát biểu tại Đại sảnh Danh vọng Rock and Roll, Janet Macoska đã ca ngợi sự hiện đại của Dangerous: "một bản cập nhật tinh tế, phù hợp với thời đại cho âm nhạc của Jackson" với những "bài hát mang thông điệp nhân văn sâu sắc như "Heal The World" và "Will You Be There"". Tương tự, nhà phê bình James Wesser của Odyssey nói rằng: "Theo tôi, [Dangerous] vượt thời gian và nếu được tái phát hành vào năm 2016, nó vẫn nghe rất mới mẻ." Michael Roffman của Consequence of Sound mô tả album là "kiệt tác những năm 90 của Jackson." Học giả Susan Fast coi Dangerous như là album trưởng thành của Jackson: "[Album này] truyền tải một câu chuyện hấp dẫn về nỗi lo âu hậu hiện đại, tình yêu, dục vọng, sự quyến rũ, sự phản bội, trừng phạt và quan trọng nhất là về chính trị chủng tộc, theo những cách trước đây chưa từng thấy trong âm nhạc của ông." Trong khi đó, Tari Ngangura của Vice mô tả đây là một trong những "album tự sự vĩ đại nhất mọi thời đại." Todd "Stereo" Williams của The Boombox nhận định rằng đây là album "đen nhất" của Jackson kể từ Off the Wall—một sự trở lại với cội nguồn của mình. Ông nhấn mạnh các yếu tố văn hóa trong video âm nhạc "Black or White", dàn diễn viên toàn người da đen và đạo diễn cho "Remember the Time" cũng là người da đen, sự xuất hiện của siêu mẫu da đen Naomi Campbell trong vai người tình của ông ở "In the Closet" và sự hợp tác với Teddy Riley, người được coi là "hit-maker R&B hàng đầu" vào thời điểm đó. Williams còn xem Dangerous là một tác phẩm quan trọng của thập niên 90; nó khẳng định vị thế vững chắc của Jackson trên bản đồ âm nhạc đại chúng giữa sự lên ngôi của dòng nhạc grunge và gangsta rap.

### Thứ hạng
Năm 2007, Hiệp hội Tiếp thị Bản thu âm Quốc gia (NARM), phối hợp với Đại sảnh Danh vọng Rock and Roll, đã liệt Dangerous vào vị trí thứ 115 trong danh sách 200 album kinh điển nhất mọi thời đại. Trong danh sách 300 album hay nhất 30 năm qua (1985–2014) của Spin, album này được xếp ở vị trí thứ 132. Nhà phê bình Chuck Eddy của Spin đã gọi đây là một trong những album tiêu biểu của dòng nhạc new jack swing trong một danh sách do tạp chí này xuất bản. Trong lần tái bản thứ ba của cuốn 1000 album hay nhất mọi thời đại (2000) do Colin Larkin chấp bút, Dangerous được xếp thứ 325. Ngoài ra, nó còn đứng thứ 13 trong danh sách album Soul/R&B hay nhất mọi thời đại. Billboard đã xếp Dangerous ở vị trí thứ 43 trong danh sách 100 album R&B/Hip-Hop vĩ đại nhất mọi thời đại. Năm 2019, 24/7 Wall St. đã xếp album ở vị trí thứ 89 trong danh sách 100 album nhạc pop hay nhất mọi thời đại.

### Giải thưởng
| Giải thưởng                    | Ngày tổ chức trao giải | Hạng mục                                  | Đối tượng nhận giải                                             | Kết quả   | Nguồn   |
| ------------------------------ | ---------------------- | ----------------------------------------- | --------------------------------------------------------------- | --------- | ------- |
| Giải thưởng Âm nhạc Mỹ         | 25 tháng 1 năm 1993    | Nam nghệ sĩ Pop/Rock được yêu thích nhất  | Michael Jackson                                                 | Đề cử     | [ 126 ] |
| Giải thưởng Âm nhạc Mỹ         | 25 tháng 1 năm 1993    | Album Pop/Rock được yêu thích nhất        | Dangerous                                                       | Đoạt giải | [ 126 ] |
| Giải thưởng Âm nhạc Mỹ         | 25 tháng 1 năm 1993    | Nam nghệ sĩ Soul/R&B được yêu thích nhất  | Michael Jackson                                                 | Đề cử     | [ 126 ] |
| Giải thưởng Âm nhạc Mỹ         | 25 tháng 1 năm 1993    | Album Soul/R&B được yêu thích nhất        | Dangerous                                                       | Đề cử     | [ 126 ] |
| Giải thưởng Âm nhạc Mỹ         | 25 tháng 1 năm 1993    | Bài hát Soul/R&B được yêu thích nhất      | "Remember the Time"                                             | Đoạt giải | [ 126 ] |
| Giải Grammy                    | 24 tháng 2 năm 1993    | Trình diễn giọng pop xuất sắc nhất, Nam   | "Black or White" — Michael Jackson                              | Đề cử     | [ 146 ] |
| Giải Grammy                    | 24 tháng 2 năm 1993    | Trình diễn giọng R&B xuất sắc nhất, Nam   | "Jam" — Michael Jackson                                         | Đề cử     | [ 146 ] |
| Giải Grammy                    | 24 tháng 2 năm 1993    | Bài hát R&B xuất sắc nhất                 | "Jam" — Michael Jackson, René Moore, Teddy Riley, Bruce Swedien | Đề cử     | [ 146 ] |
| Giải Grammy                    | 24 tháng 2 năm 1993    | Album xây dựng xuất sắc nhất, Phi cổ điển | Teddy Riley, Bruce Swedien                                      | Đoạt giải | [ 146 ] |
| Giải thưởng Âm nhạc Soul Train | 9 tháng 3 năm 1993     | Album R&B/Soul xuất sắc nhất – Nam        | Dangerous                                                       | Đoạt giải | [ 127 ] |
| Giải thưởng Âm nhạc Soul Train | 9 tháng 3 năm 1993     | Đĩa đơn R&B/Soul xuất sắc nhất – Nam      | "Remember the Time"                                             | Đoạt giải | [ 127 ] |
| Giải thưởng Âm nhạc Soul Train | 9 tháng 3 năm 1993     | Video âm nhạc R&B xuất sắc nhất           | "Remember the Time"                                             | Đề cử     | [ 127 ] |

## Danh sách bài hát
Thành phần thực hiện được lấy từ cuốn sách nhỏ đi kèm theo CD album
| Danh sách bài hát trong Dangerous | Danh sách bài hát trong Dangerous                           | Danh sách bài hát trong Dangerous                    | Danh sách bài hát trong Dangerous | Danh sách bài hát trong Dangerous |
| STT                               | Nhan đề                                                     | Sáng tác                                             | Sản xuất                          | Thời lượng                        |
| --------------------------------- | ----------------------------------------------------------- | ---------------------------------------------------- | --------------------------------- | --------------------------------- |
| 1.                                | "Jam" (với phần rap của Heavy D)                            | Michael Jackson René Moore Bruce Swedien Teddy Riley | Jackson Riley Swedien             | 5:39                              |
| 2.                                | "Why You Wanna Trip on Me"                                  | Riley Bernard Belle                                  | Jackson Riley                     | 5:24                              |
| 3.                                | "In the Closet" (song ca với Stéphanie xứ Monaco)           | Jackson Riley                                        | Jackson Riley                     | 6:32                              |
| 4.                                | "She Drives Me Wild" (với phần rap của Wreckx-n-Effect)     | Jackson Riley Aqil Davidson                          | Jackson Riley                     | 3:42                              |
| 5.                                | "Remember the Time"                                         | Jackson Riley Belle                                  | Jackson Riley                     | 4:01                              |
| 6.                                | "Can't Let Her Get Away"                                    | Jackson Riley                                        | Jackson Riley                     | 4:59                              |
| 7.                                | "Heal the World"                                            | Jackson                                              | Jackson Swedien [a]               | 6:25                              |
| 8.                                | "Black or White" (với phần rap của L.T.B.)                  | Jackson Bill Bottrell                                | Jackson Bottrell                  | 4:16                              |
| 9.                                | "Who Is It"                                                 | Jackson                                              | Jackson Bottrell                  | 6:35                              |
| 10.                               | "Give In to Me" (với phần solo guitar của Slash)            | Jackson Bottrell                                     | Jackson Bottrell                  | 5:30                              |
| 11.                               | "Will You Be There" (phần giới thiệu từ Dàn nhạc Cleveland) | Jackson                                              | Jackson Swedien [a]               | 7:40 (5:53, 3:38)                 |
| 12.                               | "Keep the Faith" (hợp tác với The Andraé Crouch Singers)    | Jackson Glen Ballard Siedah Garrett                  | Jackson Swedien [a]               | 5:57                              |
| 13.                               | "Gone Too Soon"                                             | Larry Grossman Buz Kohan                             | Jackson Swedien [a]               | 3:22                              |
| 14.                               | "Dangerous"                                                 | Jackson Bottrell Riley                               | Jackson Riley                     | 7:00                              |
| Tổng thời lượng:                  | Tổng thời lượng:                                            | Tổng thời lượng:                                     | Tổng thời lượng:                  | 77:03                             |

Ghi chú
- ^[a] hỗ trợ sản xuất

## Đội ngũ thực hiện
Danh sách đội ngũ thực hiện được lấy từ phần ghi chú của album.
- John Bahler – biên khúc thanh nhạc và hợp xướng (track số 7)
- The John Bahler Singers – hợp xướng (track số 7)
- Glen Ballard – biên khúc (track số 12)
- John Barnes – đánh phím đàn (track số 8)
- Michael Boddicker – synthesizer (track số 1, 7, 11–13), trình tự âm thanh (8), đánh phím đàn và lập trình âm thanh (9)
- Bill Bottrell – sản xuất, kỹ thuật âm thanh, và phối nhạc (track số 8–10); guitar (8, 10); đánh trống (9, 10); đánh bộ gõ, rap, và lồng tiếng đoạn giới thiệu (8); synthesizer (9); guitar bass và mellotron (10)
- Craig Brock – hỗ trợ kỹ thuật âm thanh guitar (track số 10)
- Brad Buxer – đánh phím đàn (track số 1, 7–9, 11), synthesizer (1, 14), đánh bộ gõ (8), lập trình âm thanh (9)
- Larry Corbett – hồ cầm (track số 9)
- Andraé Crouch – biên khúc hợp xướng (track số 11, 12)
- Sandra Crouch – biên khúc hợp xướng (track số 11, 12)
- The Andraé Crouch Singers – hợp xướng (track số 11, 12)
- Heavy D – rap (track số 1)
- George Del Barrio – biên khúc đàn dây (track số 9)
- Matt Forger – kỹ thuật âm thanh và phối nhạc (track số 7), kỹ thuật và thiết kế âm thanh (mở đầu track số 8)
- Kevin Gilbert – tốc độ trình tự âm thanh (track số 8)
- Endre Granat – chỉ huy buổi hòa nhạc (track số 9)
- Linda Harmon – giọng hát soprano (track số 9)
- Jerry Hey – biên khúc (track số 12)
- Jean-Marie Horvat – kỹ thuật âm thanh (track số 14)
- Michael Jackson – sản xuất và giọng hát chính (toàn bộ track), giọng hát nền (1–12, 14), biên khúc (1, 9), biên khúc thanh nhạc (1, 3–7, 11, 14), biên khúc nhịp nhạc (7, 11), dẫn nhạc (mở đầu track số 8), giọng hát soprano (9)
- Paul Jackson Jr. – guitar (track số 2)
- Terry Jackson – guitar bass (track số 8)
- Louis Johnson – guitar bass (track số 9)
- Abraham Laboriel – guitar bass (track số 13)
- Christa Larson – giọng hát đơn đoạn kết (track số 7)
- Rhett Lawrence – synthesizer (track số 1, 11, 12, 14); đánh trống, bộ gõ, và biên khúc (12); lập trình synthesizer (11)
- Bryan Loren – đánh trống (track số 8, 9), synthesizer (8)
- Johnny Mandel – biên khúc dàn hợp xướng và chỉ huy nhạc (track số 11)
- Jasun Martz – đánh phím đàn (track số 8)
- Andres McKenzie – lồng tiếng đoạn giới thiệu (track số 8)
- Jim Mitchell – kỹ thuật âm thanh guitar (track số 10)
- René Moore – biên khúc và đánh phím đàn (track số 1)
- David Paich – đánh phím đàn (track số 7, 9, 13), synthesizer (7, 13), biên khúc đàn phím và lập trình âm thanh (9), biên khúc nhịp nhạc (13)
- Marty Paich – biên khúc dàn hợp xướng và chỉ huy nhạc (track số 7, 13)
- Greg Phillinganes – đánh phím đàn (track số 11)
- Tim Pierce – guitar heavy metal (track số 8)
- Jeff Porcaro – đánh trống (track số 7)
- Steve Porcaro – synthesizer (track số 7, 13), đánh phím đàn và lập trình âm thanh (9)
- Teddy Riley – sản xuất, kỹ thuật âm thanh, phối nhạc, và đánh synthesizer (track số 1–6, 14); đánh phím đàn (1–6); guitar (1, 2); biên khúc nhịp nhạc (2–6, 14); biên khúc synthesizer (3–6, 14); đánh trống và biên khúc (1)
- Thom Russo – kỹ thuật âm thanh (track số 14)
- Slash – biểu diễn guitar đặc biệt (track số 10)
- Bruce Swedien – sản xuất (track số 1), đồng sản xuất (track số 7, 11–13), kỹ thuật âm thanh và phối nhạc (1–7, 11–14), biên khúc và đánh phím đàn (1), đánh trống (1, 11, 12), đánh bộ gõ (11, 12)
- Jai Winding – đánh phím đàn và lập trình âm thanh (track số 9), biểu diễn piano và guitar bass (12)
- Cô gái bí ẩn (Stéphanie xứ Monaco) – giọng hát (track số 3)

## Xếp hạng
| Bảng xếp hạng (1991–2021)                      | Vị trí cao nhất |
| ---------------------------------------------- | --------------- |
| Album Argentina (CAPIF)                        | 2               |
| Album Úc (ARIA)                                | 1               |
| Album Áo (Ö3 Austria)                          | 2               |
| Album Bỉ (IFPI)                                | 1               |
| Album Brazil (Pro-Música Brasil)               | 4               |
| Album Canada (The Record)                      | 2               |
| Album Séc (IFPI)                               | 2               |
| Album Đan Mạch (Hitlisten)                     | 1               |
| Album Hà Lan (Album Top 100)                   | 1               |
| European Albums (Music & Media)                | 1               |
| Album Phần Lan (Suomen virallinen albumilista) | 1               |
| Album Pháp (SNEP)                              | 1               |
| Album Đức (Offizielle Top 100)                 | 1               |
| Album Hy Lạp (IFPI)                            | 1               |
| Album Hungary (MAHASZ)                         | 5               |
| Album Ireland (IRMA)                           | 1               |
| Album Ý (Musica e dischi)                      | 2               |
| Album Nhật Bản (Oricon)                        | 5               |
| Album Mexico (AMPROFON)                        | 6               |
| Album New Zealand (RMNZ)                       | 1               |
| Album Na Uy (VG-lista)                         | 1               |
| Album Ba Lan (ZPAV)                            | 6               |
| Album Bồ Đào Nha (AFP)                         | 7               |
| Album Tây Ban Nha (AFYVE)                      | 1               |
| Album Thụy Điển (Sverigetopplistan)            | 2               |
| Album Thụy Sĩ (Schweizer Hitparade)            | 1               |
| UK Albums (OCC)                                | 1               |
| Album Hoa Kỳ Billboard 200                     | 1               |
| Album Hoa Kỳ Top R&B/Hip-Hop (Billboard)       | 1               |

| Bảng xếp hạng (1991)         | Vị trí |
| ---------------------------- | ------ |
| Album Úc (ARIA)              | 47     |
| Album Canada (RPM)           | 59     |
| Album Hà Lan (Album Top 100) | 86     |
| UK Albums (OCC)              | 4      |

| Bảng xếp hạng (1992)                  | Vị trí |
| ------------------------------------- | ------ |
| Album Úc (ARIA)                       | 19     |
| Album Áo (Ö3 Austria)                 | 5      |
| Album Canada (RPM)                    | 22     |
| Album Hà Lan (Album Top 100)          | 12     |
| Album Đức (Offizielle Top 100)        | 3      |
| Album New Zealand (RMNZ)              | 13     |
| Album Thụy Sĩ (Schweizer Hitparade)   | 4      |
| UK Albums (OCC)                       | 4      |
| Mỹ Billboard 200                      | 2      |
| Mỹ Top R&B/Hip-Hop Albums (Billboard) | 3      |

| Bảng xếp hạng (1993)                      | Vi trí |
| ----------------------------------------- | ------ |
| Album Úc (ARIA)                           | 27     |
| Album Áo (Ö3 Austria)                     | 20     |
| Album Canada (RPM)                        | 68     |
| Album Hà Lan (Album Top 100)              | 15     |
| Album Đức (Offizielle Top 100)            | 6      |
| Album New Zealand (RMNZ)                  | 2      |
| Hoa Kỳ Billboard 200                      | 38     |
| Hoa Kỳ Top R&B/Hip-Hop Albums (Billboard) | 28     |

| Bảng xếp hạng (2009) | Vị trí |
| -------------------- | ------ |
| UK Albums (OCC)      | 144    |

| Bảng xếp hạng (1990–1999) | Vị trí |
| ------------------------- | ------ |
| UK Albums (OCC)           | 17     |
| Hoa Kỳ Billboard 200      | 44     |

## Chứng nhận và doanh số
| Quốc gia | Chứng nhận       | Số đơn vị/doanh số chứng nhận |
| --- | ---------------- | ----------------------------- |
| Argentina | —                | 60.000                        |
| Úc (ARIA) | 10× Bạch kim     | 740.000                       |
| Áo (IFPI Áo) | 4× Bạch kim      | 200.000*                      |
| Brasil (Pro-Música Brasil) | Vàng             | 350.000                       |
| Canada (Music Canada) | 6× Bạch kim      | 600.000^                      |
| Chile | 5× Bạch kim      | 100,000                       |
| Cộng hòa Séc | Vàng             | 50.000                        |
| Đan Mạch (IFPI Đan Mạch) | 3× Bạch kim      | 60.000‡                       |
| Phần Lan (Musiikkituottajat) | Bạch kim         | 61.896                        |
| Pháp (SNEP) | Bạch kim         | 2.100.000                     |
| Đức (BVMI) | 4× Bạch kim      | 2.000.000^                    |
| Indonesia | —                | 500.000                       |
| Ireland | —                | 75.000                        |
| Israel | Bạch kim         | 40.000                        |
| Ý doanh số tính đến năm 1995 | —                | 650.000                       |
| Ý (FIMI) doanh số kể từ năm 2009 | Bạch kim         | 60.000*                       |
| Nhật Bản (RIAJ) | 2× Bạch kim      | 400.000^                      |
| México (AMPROFON) | 2× Bạch kim+Vàng | 600.000^                      |
| Hà Lan (NVPI) | 3× Bạch kim      | 300.000^                      |
| New Zealand (RMNZ) | 6× Bạch kim      | 90.000^                       |
| Bồ Đào Nha | 2× Bạch kim      | 0                             |
| Singapore | —                | 100.000                       |
| Tây Ban Nha | 6× Bạch kim      | 0                             |
| Thụy Điển (GLF) | 3× Bạch kim      | 300.000^                      |
| Thụy Sĩ (IFPI) | 5× Bạch kim      | 250.000^                      |
| Đài Loan doanh số tính đến năm 1993 | —                | 300.000                       |
| Thái Lan doanh số tính đến năm 1994 | —                | 300.000                       |
| Anh Quốc (BPI) | 6× Bạch kim      | 2.010.069                     |
| Hoa Kỳ (RIAA) | 8× Bạch kim      | 8.000.000‡                    |
| Tổng hợp |                  |                               |
| Châu Âu (Music & Media) | —                | 5.000.000                     |
| Toàn cầu | —                | 32.000.000                    |
| * Chứng nhận dựa theo doanh số tiêu thụ. ^ Chứng nhận dựa theo doanh số nhập hàng. ‡ Chứng nhận dựa theo doanh số tiêu thụ và phát trực tuyến. |                  |                               |

### Tác phẩm được trích dẫn
- Halstead, Craig (2009). Michael Jackson the Solo Years. Authors On Line Ltd. ISBN 978-0-7552-0091-7.
- King, Anthony (2018). Anthony King's Guide to Michael Jackson's Dangerous Tour. Faria Publishing Lt. ISBN 978-1999604929.
- Larkin, Colin (2011). The Encyclopedia of Popular Music (5th concise ed.). Omnibus Press. ISBN 978-0-85712-595-8.
- Ramage, John D.; Bean, John C.; Johnson, June (2001). Writing arguments: a rhetoric with reading. Allyn and Bacon. ISBN 0-205-31745-6.
- Salaverri, Fernando (2005). Sólo éxitos: año a año, 1959–2002 (1st ed.) (bằng tiếng Tây Ban Nha). Fundación Autor-SGAE. ISBN 84-8048-639-2.
- Sen, Krishna; Hill, David T. (2006). Media, Culture and Politics in Indonesia. Equinox Publishing. ISBN 9789793780429.
- Smallcombe, Mike (2016). Making Michael. Clink Street Publishing. ISBN 978-1910782514.
- Vogel, Joseph (2019). Man in the Music: The Creative Life and Work of Michael Jackson. New York: Sterling. ISBN 978-1-4027-7938-1.
- Whitburn, Joel (2000). The Billboard Book of Top 40 Hits. Billboard Books. ISBN 978-0-8230-7690-1.